# 北守さいか
北守 さいか（きたもり さいか、6月13日 - ）は、日本の女性声優。愛知県名古屋市出身。DMM music、Digital Double所属を経て現在はフリーランス。

## 略歴
小さい頃はあまのじゃくで、親から言われたことの逆をしたくなるようなタイプだったという。母の言うことをあまり素直に聞いてあげられない子供で、好奇心旺盛で、自分でなんでもトライするほうだったという。家の近くに山があったため、ひとりで思い立って探検に行ったり、かと思えば、家でパソコンをいじっていたり、外で遊ぶのも、家の中で遊ぶのも好きだったという。
中学生の頃は、仲のいい友人が陸上部に所属するということで所属。高校時代は軽音楽部で歌ったり、楽器を始めてみたりしながら、将来のことを考えるようになったという。
表現に携わる仕事がしたい、海、魚が好きなため、水族館の飼育員になりたいなど、色々夢があったという。その中でも、小学生の頃から歌うことが好きで、「歌にまつわるお仕事をしたいな」と思っていたという。
声優に興味をもったきっかけは声優が好きな友人ができたことだったという。元々アニメが好きでたくさん観ていたが、声優のことを無知だったため、その友人からたくさん教えてもらっていたという。
2019年3月、DMM.comとA-Sketchによる共同プロジェクト「DMM music」で実施された「DMM music声優アーティストオーディション」を経て、同レーベルに所属。応募者数約1500人の中から5名の合格者の一人として選ばれる。
2021年7月1日をもってDMM musicよりDigital Doubleへ移籍。
2021年9月より、メディアミックスプロジェクト『プラオレ!〜PRIDE OF ORANGE〜』出演者により結成されたユニット「SMILE PRINCESS」のメンバーとなる。メンバーカラーはきいろ。2024年8月のラストシングル配信及びユニット活動終了まで約3年間活動を行った。
2024年6月30日をもってDigital Doubleを退所、フリーランスとなる。

## 人物
趣味はゲーム、歌唱、生き物飼育。
資格として一級小型船舶操縦士免許、Cカード（ダイビングライセンス）、普通自動車免許を保有している。

## 出演
太字はメインキャラクター。

### テレビアニメ
2019年
- みだらな青ちゃんは勉強ができない（生徒）
- 戦×恋（女子生徒、女友達、お姉さん、女性）
- 炎炎ノ消防隊（2019年 - 2020年、生徒、少女） - 2シリーズ

2020年
- LISTENERS リスナーズ（チアガール、ミミナシ）
- 彼女、お借りします（2020年 - 2025年、島江園子、女子高生、女子大生、レストラン店員、肺魚 他） - 4シリーズ
- 土下座で頼んでみた（村上小波、油石夏実）

2021年
- 俺だけ入れる隠しダンジョン（レノア、女性A、子供、ゾンビB、女子生徒B 他）
- 五等分の花嫁∬（女子生徒）
- BLUE REFLECTION RAY/澪（少女、藤井歩）
- ましろのおと（アナウンス、荒川チームメイトB、AYGリーダー）
- 白い砂のアクアトープ（子供、生徒、天気キャスター、知念類）
- 月が導く異世界道中（ラニーナ）
- プラオレ!〜PRIDE OF ORANGE〜（鷺沼梨子）
- 結城友奈は勇者である -大満開の章-
- ブルーピリオド（女子大生）
- 異世界食堂2

2022年
- 骸骨騎士様、只今異世界へお出掛け中（エルフ）
- てっぺんっ!!!!!!!!!!!!!!!（藪北さえか）
- 邪神ちゃんドロップキックX（モブN）
- 忍の一時（女生徒C）

2023年
- ライアー・ライアー（常夜生徒4）

2024年
- リンカイ!（那古屋紗智）
- モブから始まる探索英雄譚（森山ミク）

### 劇場アニメ
- 世界一初恋 〜プロポーズ編〜（2020年、女性）

### Webアニメ
- スプリガン（2022年、女子生徒B）

### ゲーム
- 幻獣契約クリプトラクト（2022年、アマツミカボシ）

### オーディオドラマ
- 私の愛した花の名は。（2019年、もも[23]、超A&G+）
- 大東建託『いい部屋ネット×彼女、お借りします』オリジナル音声ドラマ（2020年、いいへやラビット[24]）

### インターネット放送
- 汐入あすかと北守さいかのしおさい海底ヒルズ（2021年 - 2024年、OPENREC.tv）[25]

## ディスコグラフィ

### キャラクターソング
| 発売日   | 商品名                                      | 歌 | 楽曲                                              | 備考                                                            |
| 2021年   | 2021年                                      | 2021年 | 2021年                                            | 2021年                                                          |
| -------- | ------------------------------------------- | --- | ------------------------------------------------- | --------------------------------------------------------------- |
| 1月27日  | 土下座で頼んでみた BD特典CD                 | Dogeza 隊 | 「DOGEZA! Do get that!」                          | テレビアニメ『土下座で頼んでみた』主題歌                        |
| 1月27日  | 土下座で頼んでみた BD特典CD                 | 油石夏実（北守さいか） | 「DOGEZA! Do get that!」                          | テレビアニメ『土下座で頼んでみた』主題歌                        |
| 1月27日  | 土下座で頼んでみた BD特典CD                 | Dogeza 隊 | 「DOGEZA! Do get that!（君こそ土下 座だ！ver.）」 | テレビアニメ『土下座で頼んでみた』主題歌                        |
| 11月24日 | ファイオー・ファイト!                       | SMILE PRINCESS | 「ファイオー・ファイト！」                        | テレビアニメ『プラオレ！〜PRIDE OF ORANGE〜』オープニングテーマ |
| 11月24日 | ファイオー・ファイト!                       | SMILE PRINCESS | 「be Cute」                                       | テレビアニメ『プラオレ！〜PRIDE OF ORANGE〜』関連曲             |
| 12月22日 | プラオレ！〜PRIDE OF ORANGE〜 BD第1巻特典CD | SMILE PRINCESS | 「ハレ、のちドリーミンぐっ！〇」                  | テレビアニメ『プラオレ！〜PRIDE OF ORANGE〜』挿入歌             |
| 2022年   |                                             | |                                                   |                                                                 |
| 1月26日  | プラオレ！〜PRIDE OF ORANGE〜 BD第2巻特典CD | 鷺沼梨子（北守さいか） | 「ファイオー・ファイト！」                        | テレビアニメ『プラオレ！〜PRIDE OF ORANGE〜』関連曲             |
| 1月26日  | プラオレ！〜PRIDE OF ORANGE〜 BD第2巻特典CD | SMILE PRINCESS | 「period」                                        | テレビアニメ『プラオレ！〜PRIDE OF ORANGE〜』挿入歌             |
| 2月23日  | プラオレ！〜PRIDE OF ORANGE〜 BD第3巻特典CD | SMILE PRINCESS | 「Victory Sunrise」                               | テレビアニメ『プラオレ！〜PRIDE OF ORANGE〜』挿入歌             |
| 8月17日  | てっぺんっ天国 〜TOP OF THE LAUGH!!!〜      | てっぺんっオールスターズ | 「てっぺんっ天国 〜TOP OF THE LAUGH!!!〜」        | テレビアニメ『てっぺんっ!!!』オープニングテーマ                 |
| 8月24日  | SMILE PRINCESS BEST FACE OFF                | Lantana | 「いとおかし」                                    | テレビアニメ『プラオレ！〜PRIDE OF ORANGE〜』関連曲             |
| 2023年   |                                             | |                                                   |                                                                 |
| 8月23日  | fakey merry game                            | SMILE PRINCESS | 「fakey merry game」                              | テレビアニメ『ライアー・ライアー』エンディング主題歌            |
| 8月23日  | fakey merry game                            | SMILE PRINCESS | 「Revolution No.1」                               | ゲーム『プラオレ！ 〜SMILE PRINCESS〜』挿入歌                   |
| 8月23日  | fakey merry game                            | SMILE PRINCESS | 「fakey merry game <LL>」                         | テレビアニメ『ライアー・ライアー』エンディング主題歌            |
| 2024年   |                                             | |                                                   |                                                                 |
| 5月22日  | Override!                                   | 伊東泉（川村海乃）、平塚ナナ（葵あずさ）、弥彦巫子（長谷川玲奈）、那古屋紗智（北守さいか）、高松絹早（杉山里穂）、熊本愛（日向未南） | 「Override!」                                     | テレビアニメ『リンカイ!』エンディングテーマ                     |
| 8月18日  | MOVE ON BABY                                | SMILE PRINCESS | 「MOVE ON BABY」                                  | テレビアニメ『モブから始まる探索英雄譚』第7話エンディング       |
| 8月18日  | MOVE ON BABY                                | SMILE PRINCESS | 「PRINCESS PRIDE」                                |                                                                 |